# フサイチパンドラ
フサイチパンドラ（英:Fusaichi Pandora、2003年2月27日 - 2017年10月28日）は、日本の競走馬、繁殖牝馬。主な勝ち鞍はエリザベス女王杯（GI）、札幌記念（JpnII）。父サンデーサイレンスのラストクロップ（最終世代）である。

## 戦歴
2005年11月12日、京都競馬場の2歳新馬（芝1800m）で初勝利。2戦目に出走した阪神ジュベナイルフィリーズで3着となった。
3歳になってきんせんか賞で2勝目を挙げ、続くフラワーカップでは2着となり賞金を加算。牝馬クラシック初戦の桜花賞は14着と敗れたが、角田晃一から福永祐一に乗り替わった優駿牝馬（オークス）ではカワカミプリンセスに続く2着となった。
秋になってからは、ローズステークスで3着に入ると、秋華賞でも3着に入る好走を見せた。その後エリザベス女王杯へ出走し、このレースでも1位で入線したカワカミプリンセスに続く2位入線も審議となり、カワカミプリンセスが最後の直線でヤマニンシュクルの進路を妨害し、12着に降着となったため、フサイチパンドラの繰り上がりでの優勝が決まった。日本でのGI競走における繰り上げ優勝はプレクラスニーが優勝した1991年の第104回天皇賞（秋）（降着処分対象馬はメジロマックイーン）以来15年ぶり2頭目であった。ただ、陣営も繰り上がり優勝には戸惑いを隠せなかった。また、鞍上の福永は古馬になってからのカワカミプリンセスと改めて再戦を望むコメントをしている。なお、この勝利により父のサンデーサイレンスは全世代でGI馬を輩出する快挙を達成した。その後は中一週でジャパンカップに出走。ディープインパクトに敗れはしたもののこの年の牡馬クラシック二冠馬のメイショウサムソンらに先着する5着とここでも優れたパフォーマンスを披露した。

古馬となっての初戦はダートグレード競走のエンプレス杯に出走し初のダート戦ながら2着に入るが、以後しばらく不振に陥り、夏まで4戦して最高5着という成績だった。しかし秋口に出走した札幌記念で、初騎乗の藤田伸二を背に逃げきりで優勝し、きんせんか賞以来の1位入線、エリザベス女王杯以来の復活勝利を果たした。その後エルムステークス11着を経て、エリザベス女王杯に出走。2年連続の2位入線で、ダイワスカーレットに続く2着となった。以後ジャパンカップで9着となったのち、有馬記念での引退が発表される。しかしレース前日に左寛跛行のため出走取り消しとなり、引退レースを行うことなく、2007年12月26日付でJRAの競走馬登録を抹消し、引退することとなった。

## 競走成績
以下の内容は、netkeiba.comの情報に基づく。
| 競走日 | 競走日 | 競走日 | 競馬場 | 競走名             | 格     | 距離（馬場）   | 頭 数 | 枠 番 | 馬 番 | オッズ （人気） | 着順 | タイム （上り3F） | 着差 | 騎手       | 斤量 [kg] | 1着馬（2着馬）         |
| ------ | ------ | ------ | ------ | ------------------ | ------ | -------------- | ----- | ----- | ----- | --------------- | ---- | ----------------- | ---- | ---------- | --------- | ---------------------- |
| 2005   | 11.    | 12     | 京都   | 2歳新馬            |        | 0芝1800m（稍） | 18    | 7     | 15    | 02.1（01人）    | 01着 | 01:48.1 (35.5)    | -1.0 | 角田晃一   | 54        | （トウカイワンダー）   |
|        | 12.    | -4     | 阪神   | 阪神JF             | GI     | 0芝1600m（良） | 18    | 8     | 16    | 04.0（02人）    | 03着 | 01:37.6 (35.9)    | -0.3 | 角田晃一   | 54        | テイエムプリキュア     |
|        | 12.    | 25     | 阪神   | 2歳500万下         |        | 0芝1600m（良） | 15    | 8     | 15    | 01.3（01人）    | 03着 | 01:36.1 (35.8)    | -0.4 | 角田晃一   | 54        | シェルズレイ           |
| 2006   | -2.    | -4     | 京都   | エルフィンS        | OP     | 0芝1600m（良） | 13    | 3     | 3     | 01.7（01人）    | 06着 | 01:36.1 (36.4)    | -1.3 | 角田晃一   | 54        | サンヴィクトワール     |
|        | -2.    | 25     | 中山   | きんせんか賞       | 5下    | 0芝1600m（良） | 16    | 5     | 10    | 01.8（01人）    | 01着 | 01:35.1 (35.4)    | -0.5 | 角田晃一   | 54        | （ユノブラッキー）     |
|        | -3.    | 18     | 中山   | フラワーC          | GIII   | 0芝1800m（良） | 16    | 3     | 16    | 02.0（01人）    | 02着 | 01:49.1 (37.3)    | -0.2 | 角田晃一   | 54        | キストゥヘヴン         |
|        | -4.    | -9     | 阪神   | 桜花賞             | GI     | 0芝1600m（良） | 18    | 8     | 17    | 06.6（02人）    | 14着 | 01:36.4 (37.4)    | -1.8 | 角田晃一   | 55        | キストゥヘヴン         |
|        | -5.    | 21     | 東京   | 優駿牝馬           | GI     | 0芝2400m（良） | 18    | 1     | 2     | 12.6（05人）    | 02着 | 02:26.3 (35.4)    | -0.1 | 福永祐一   | 55        | カワカミプリンセス     |
|        | -9.    | 17     | 中京   | ローズS            | GII    | 0芝2000m（良） | 17    | 4     | 8     | 03.0（02人）    | 03着 | 01:59.0 (35.5)    | -0.8 | 福永祐一   | 54        | アドマイヤキッス       |
|        | 10.    | 15     | 京都   | 秋華賞             | GI     | 0芝2000m（良） | 18    | 3     | 5     | 11.7（04人）    | 03着 | 01:58.5 (34.6)    | -0.3 | 福永祐一   | 55        | カワカミプリンセス     |
|        | 11.    | 12     | 京都   | エリザベス女王杯   | GI     | 0芝2200m（良） | 15    | 8     | 15    | 26.2（07人）    | 01着 | 02:11.6 (34.8)    | -0.0 | 福永祐一   | 54        | （スイープトウショウ） |
|        | 11.    | 26     | 東京   | ジャパンC          | GI     | 0芝2400m（良） | 11    | 7     | 8     | 52.6（08人）    | 05着 | 02:25.9 (34.8)    | -0.8 | 福永祐一   | 53        | ディープインパクト     |
| 2007   | -2.    | 28     | 川崎   | エンプレス杯       | JpnII  | 0ダ2100m（良） | 13    | 8     | 12    | 02.1（01人）    | 02着 | 02:16.7 (38.3)    | -0.3 | 福永祐一   | 56        | トーセンジョウオー     |
|        | -3.    | 24     | 中山   | 日経賞             | GII    | 0芝2500m（良） | 14    | 3     | 4     | 08.1（04人）    | 09着 | 02:33.0 (37.1)    | -1.2 | 福永祐一   | 55        | ネヴァブション         |
|        | -4.    | 14     | 阪神   | マイラーズC        | GII    | 0芝1600m（良） | 15    | 8     | 15    | 30.8（12人）    | 09着 | 01:33.4 (33.9)    | -1.2 | 福永祐一   | 56        | コンゴウリキシオー     |
|        | -5.    | 13     | 東京   | ヴィクトリアマイル | JpnI   | 0芝1600m（良） | 18    | 3     | 5     | 22.2（06人）    | 12着 | 01:33.5 (34.6)    | -1.0 | 福永祐一   | 55        | コイウタ               |
|        | -8.    | 12     | 札幌   | クイーンS          | JpnIII | 0芝1800m（良） | 11    | 6     | 8     | 06.5（03人）    | 05着 | 01:47.1 (34.6)    | -0.4 | 福永祐一   | 55        | アサヒライジング       |
|        | -9.    | -2     | 札幌   | 札幌記念           | JpnII  | 0芝2000m（良） | 16    | 1     | 1     | 09.8（05人）    | 01着 | 02:00.1 (34.8)    | -0.0 | 藤田伸二   | 55        | （アグネスアーク）     |
|        | -9.    | 17     | 札幌   | エルムS            | JpnIII | 0ダ1700m（稍） | 13    | 4     | 5     | 05.5（04人）    | 11着 | 01:45.1 (37.0)    | -1.8 | 藤岡佑介   | 56        | メイショウトウコン     |
|        | 11.    | 11     | 京都   | エリザベス女王杯   | GI     | 0芝2200m（良） | 14    | 7     | 12    | 08.3（03人）    | 02着 | 02:12.0 (33.9)    | -0.1 | C.ルメール | 56        | ダイワスカーレット     |
|        | 11.    | 25     | 東京   | ジャパンC          | GI     | 0芝2400m（良） | 18    | 6     | 12    | 74.8（12人）    | 09着 | 02:25.7 (35.1)    | -1.0 | 藤田伸二   | 55        | アドマイヤムーン       |

## 繁殖牝馬

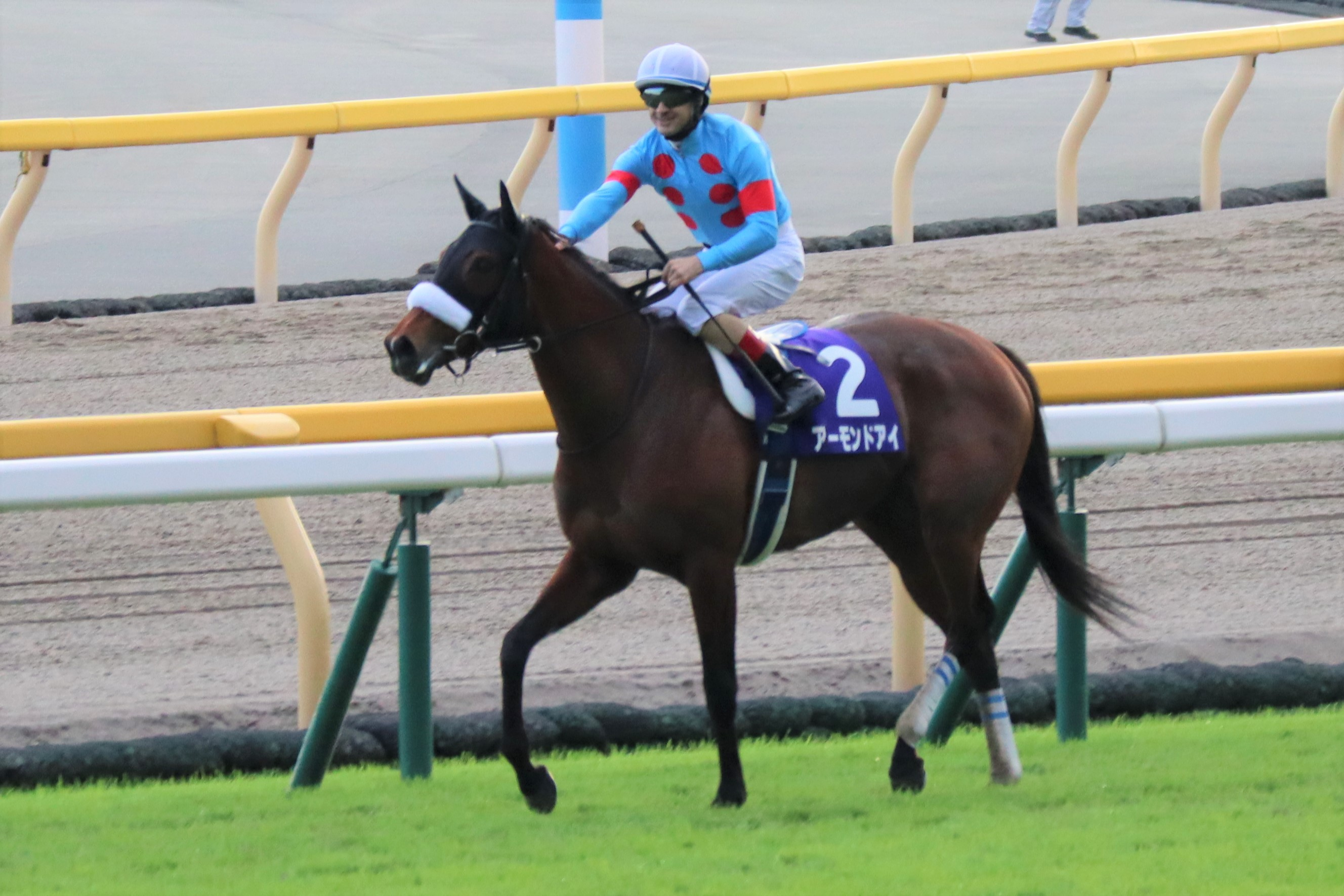
2015年産のアーモンドアイ（鞍上:クリストフ・ルメール）

引退後はノーザンファームで繁殖生活に入り、2009年2月20日に初仔となるシンボリクリスエス産駒の黒鹿毛の牡馬を出産。以後、9頭を出産したが、2017年10月28日に死亡した。

パンドラの死後、2018年1月8日のシンザン記念で7番仔のアーモンドアイが優勝し、産駒初の重賞制覇を達成。続く4月8日の桜花賞も制し、GⅠ馬の母となった。さらには5月20日の優駿牝馬、10月14日の秋華賞を制し、2012年のジェンティルドンナ以来となる史上5頭目の三冠牝馬に、更に11月25日のジャパンカップも制し四冠を達成。その後、4歳シーズンではドバイターフと天皇賞（秋）を、5歳シーズンではヴィクトリアマイル、天皇賞・秋（連覇）、ジャパンC（2勝目）を勝ち、JRA調教馬では史上初となる、芝GI9勝馬となった。
|       | 生年   | 馬名               | 性 | 毛色   | 父                 | 馬主                         | 厩舎                           | 戦績                                     | 出典   |
| ----- | ------ | ------------------ | -- | ------ | ------------------ | ---------------------------- | ------------------------------ | ---------------------------------------- | ------ |
| 初仔  | 2009年 | スペルヴィア       | 牡 | 黒鹿毛 | シンボリクリスエス | 佐々木主浩                   | 栗東・橋田満                   | 23戦2勝（抹消・乗馬） 2020年12月13日死亡 | [ 14 ] |
| 2番仔 | 2010年 | ピュクシス         | 牝 | 青毛   | シンボリクリスエス | （有）キャロットファーム     | 栗東・石坂正                   | 8戦1勝（抹消・繁殖）                     | [ 15 ] |
| 3番仔 | 2011年 | サンエルピス       | 牝 | 栗毛   | キングカメハメハ   | 三田昌宏                     | 栗東・浅見秀一                 | 12戦1勝（抹消・繁殖）                    | [ 16 ] |
| 4番仔 | 2012年 | パンドラズホープ   | 牝 | 黒鹿毛 | キングカメハメハ   | 窪田康志                     | 栗東・松永幹夫 →愛知・角田輝也 | 11戦2勝（抹消・繁殖）                    | [ 18 ] |
| 5番仔 | 2013年 | ダノンエール       | 牡 | 鹿毛   | ハービンジャー     | （株）ダノックス             | 栗東・安田隆行                 | 4戦1勝（引退・乗馬）                     | [ 19 ] |
| 6番仔 | 2014年 | パンデリング       | 牝 | 栗毛   | キングカメハメハ   |                              |                                | 不出走（繁殖)                            | [ 20 ] |
| 7番仔 | 2015年 | アーモンドアイ     | 牝 | 鹿毛   | ロードカナロア     | （有）シルクレーシング       | 美浦・国枝栄                   | 15戦11勝（引退・繁殖）                   | [ 21 ] |
| 8番仔 | 2016年 | ユナカイト         | 牝 | 栗毛   | ヨハネスブルグ     | （有）シルクレーシング       | 美浦・木村哲也 →美浦・宮田敬介 | 17戦2勝（引退・繁殖）                    | [ 23 ] |
| 9番仔 | 2017年 | サトノエスペランサ | 牡 | 鹿毛   | ルーラーシップ     | （株）サトミホースカンパニー | 美浦・堀宣行                   | 5戦1勝（抹消） 2020年12月8日死亡         | [ 24 ] |

## 血統
| フサイチパンドラの血統                            | フサイチパンドラの血統       | フサイチパンドラの血統 | （血統表の出典）       | （血統表の出典） |
| 父系                                              | サンデーサイレンス系         | サンデーサイレンス系   | サンデーサイレンス系   | [ § 2 ]          |
| 父 *サンデーサイレンス Sunday Silence 1986 青鹿毛 | 父の父Halo 1969 黒鹿毛       | Hail to Reason         | Turn-to                | Turn-to          |
| 父 *サンデーサイレンス Sunday Silence 1986 青鹿毛 | 父の父Halo 1969 黒鹿毛       | Hail to Reason         | Nothirdchance          |                  |
| 父 *サンデーサイレンス Sunday Silence 1986 青鹿毛 | 父の父Halo 1969 黒鹿毛       | Cosmah                 | Cosmic Bomb            | Cosmic Bomb      |
| 父 *サンデーサイレンス Sunday Silence 1986 青鹿毛 | 父の父Halo 1969 黒鹿毛       | Cosmah                 | Almahmoud              |                  |
| 父 *サンデーサイレンス Sunday Silence 1986 青鹿毛 | 父の母Wishing Well 1975 鹿毛 | Understanding          | Promised Land          | Promised Land    |
| 父 *サンデーサイレンス Sunday Silence 1986 青鹿毛 | 父の母Wishing Well 1975 鹿毛 | Understanding          | Pretty Ways            |                  |
| 父 *サンデーサイレンス Sunday Silence 1986 青鹿毛 | 父の母Wishing Well 1975 鹿毛 | Mountain Flower        | Montparnasse           | Montparnasse     |
| 父 *サンデーサイレンス Sunday Silence 1986 青鹿毛 | 父の母Wishing Well 1975 鹿毛 | Mountain Flower        | Edelweiss              |                  |
| 母 *ロッタレース Lotta Lace 1992 栗毛             | 母の父Nureyev 1977 鹿毛      | Northern Dancer        | Nearctic               | Nearctic         |
| 母 *ロッタレース Lotta Lace 1992 栗毛             | 母の父Nureyev 1977 鹿毛      | Northern Dancer        | Natalma                |                  |
| 母 *ロッタレース Lotta Lace 1992 栗毛             | 母の父Nureyev 1977 鹿毛      | Special                | Forli                  | Forli            |
| 母 *ロッタレース Lotta Lace 1992 栗毛             | 母の父Nureyev 1977 鹿毛      | Special                | Thong                  |                  |
| 母 *ロッタレース Lotta Lace 1992 栗毛             | 母の母Sex Appeal 1970 栗毛   | Buckpasser             | Tom Fool               | Tom Fool         |
| 母 *ロッタレース Lotta Lace 1992 栗毛             | 母の母Sex Appeal 1970 栗毛   | Buckpasser             | Busanda                |                  |
| 母 *ロッタレース Lotta Lace 1992 栗毛             | 母の母Sex Appeal 1970 栗毛   | Best in Show           | Traffic Judge          | Traffic Judge    |
| 母 *ロッタレース Lotta Lace 1992 栗毛             | 母の母Sex Appeal 1970 栗毛   | Best in Show           | Stolen Hour            |                  |
| 母系(F-No.)                                       | Best in Show系(FN:8-f)       | Best in Show系(FN:8-f) | Best in Show系(FN:8-f) | [ § 3 ]          |
| 5代内の近親交配                                   | Almahmoud 4×5                | Almahmoud 4×5          | Almahmoud 4×5          | [ § 4 ]          |
| 出典                                              | 1. 2. 3. 4.                  | 1. 2. 3. 4.            | 1. 2. 3. 4.            | 1. 2. 3. 4.      |

世界的な名牝系・ベストインショウ系の出身であり、伯父にはEl Gran Senor とトライマイベストがいる。祖母の半妹にはケンタッキーオークス、サンタスザナステークス等の優勝馬Brush with Pride 、その孫にJazil、Rags to Ritches、Peeping Fawn、カジノドライヴらがいる。